# دونالد لورانس
دونالد لورانس (بالإنجليزية: Donald Lawrence)‏ هو موسيقي أمريكي، ولد في 4 مايو 1958 في تشارلوت في الولايات المتحدة.

## وصلات خارجية
- الموقع الرسمي
- دونالد لورانس على موقع ميوزك برينز (الإنجليزية)
- دونالد لورانس على موقع ديسكوغز (الإنجليزية)